# Kostel Zjevení Páně (Velehrad)
Kostel Zjevení Páně (zvaný též kaple Cyrilka, původním zasvěcením Těla a krve Páně, od roku 1863 Zjevení Páně) se nachází na Velehradě v blízkosti velehradské baziliky. Je součástí památkově chráněného areálu cisterciáckého kláštera.

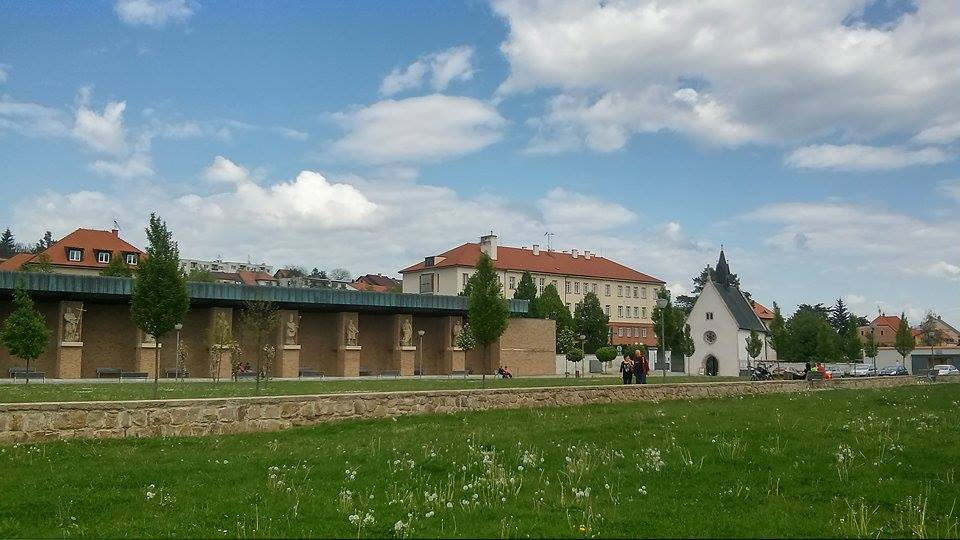
Umístění Cyrilky v areálu

## Historie
Kaple vznikla koncem 13. století původně pro mnichy a poté i pro poutníky a obyvatele předklášteří. Dlouho dobu byla považována za nejstarší dochovanou stavbu z období Velké Moravy. Toto mylné povědomí lidí zachránilo kapli Cyrilku před zkázou.
První tragédie ji postihla v roce 1421, kdy byl celý areál kláštera poničen husitským vpádem. Kaple po opravení sloužila pro návštěvníky Velehradu, kteří nemohli navštěvovat areál kláštera kvůli tomu, že nepatřili mezi členy řádu. Při postupném zvyšování počtu obyvatel Velehradu začala kaple sloužit jako farní kostel. Z důvodů zrušení kláštera v roce 1784 sloužila jako hřbitovní kaple a konaly se zde zádušní mše. Po vybudování nového hřbitova v roce 1832 kaple zcela osiřela. Hrabě Jiří Sina, který kapli zdědil, ji využil dle dostupných informací jako seník či sklad střelného prachu. Cyrilce pomohlo k jejímu obnovení povědomí lidí, že ona je památným kostelíkem, v němž sloužili mše Cyril a Metoděj. „Do Cyrilky kladli případ onen, kterak rozhněvaný král Svatopluk vjel na koni do chrámu a to při pozdvihování chtěje potrestati Metoděje, že nečekal se mší svatou, až by král navrátil se domů z oblíbeného honu.“
V roce 1863 byla kaple odkoupena arcibiskupem Bedřichem Fürstenbergem od Jiřího Siny a její původní účel jí byl vrácen. Mohly se v ní sloužit mše svaté každý den po celý rok. Na náklady arcibiskupa byla kompletně renovována v neogotickém slohu. Po renovaci ji byl udělen název Cyrilka.
V první polovině 20. století se začala psát další kapitola kaple. Na základě rozvíjejícího se unionismu (myšlenky sjednocení rozdělené církve), byl zájem vytvořit na Velehradě posvátný liturgický prostor pro kněží východního ritu. Po neúspěšném pokusu vybudovat jej přímo v bazilice byla nakonec zvolena v roce 1929 pro tyto účely kaple Cyrilka. Kvůli stavebním pracím, které probíhaly v roce 2012 bylo možné určit zdivo stavby. Zdivo je především kamenné, lomové, s vtroušenými cihlami. Ve zdivu bylo možné pozorovat vodorovné linie, které svědčí o jednotné výstavbě.
Kaple Cyrilka byla v roce 2008 zařazena mezi národní kulturní památky a také se stala součástí prohlídkového okruhu po velehradských památkách.

## Popis

### Exteriér
Jedná se o sakrální stavbu s obdélnou lodí s polygonálně ukončeným presbytářem. Návrh vytvořil vídeňský architekt Ervin Lippert. Vchod tvoří v západním průčelí umístěný jednoduchý portál zakončený lomeným obloukem. Nad ním je kulaté okno s kružbou s šestilalokem. Nad ním se nachází sdružené okénko.Vrchol průčelí je doplněn kamenným křížem. V obvodových zdech se nachází lomená okna, která jsou v presbyteriu zdobnější a obsahují vždy 2 řádové sestřičky a kružbu s trojlistem. 

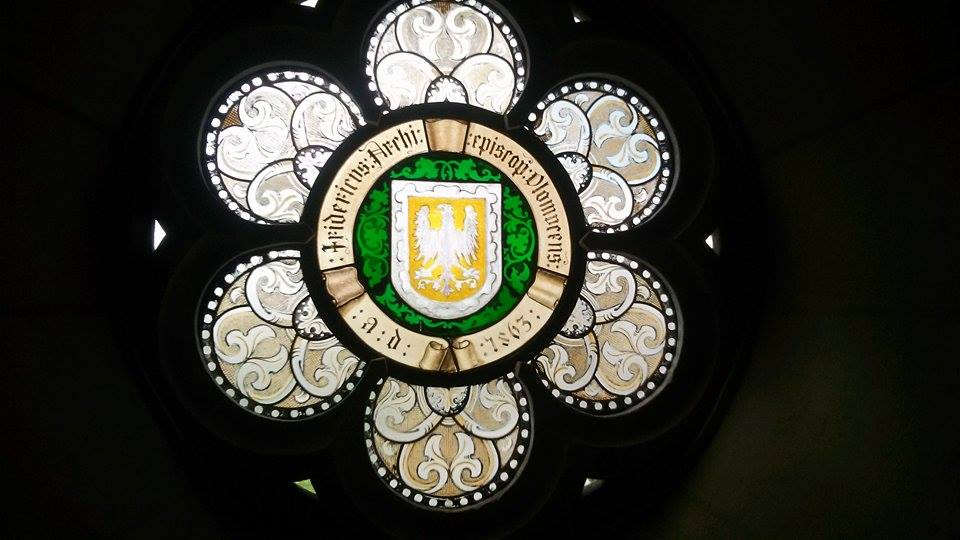
Kružba s šestilistem v západním průčelí přímo nad portálem

Během rekonstrukce Ervin Lippert doplnil střechu o malou sanktusovou věžičku. Přestavba Lipperta z let 1859–1863 je odborníky velmi ceněna. V sanktusové věži visí zvon, který nese název Neposkvrněné početí Panny Marie. Zvon naposledy zvonil před nástupem komunismu, nezvonil ani při návštěvě papeže Jana Pavla II. Zvon má spodní průměr 41 cm, elektricky zvonit nemůže, ale je k němu přidělané lano. O zvon pečují velehradští zvoníci.

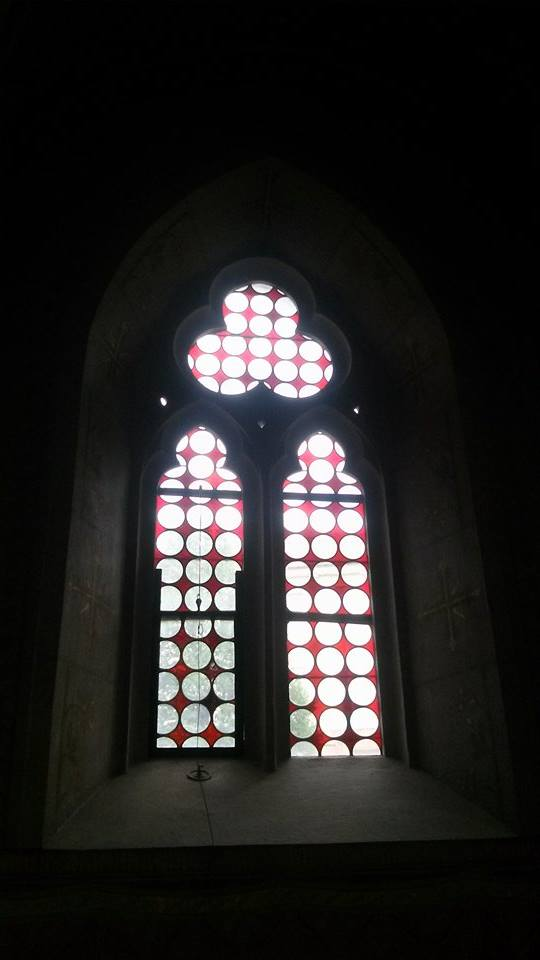
Okna v presbytáři

### Interiér
Presbytář je vystavěn na půdorysu pěti stranami osmiúhelníku. Vůči lodi je kratší a užší. Je zaklenut paprsčitě. Žebra klenby spojuje svorník s iniciálami IHS. Žebra jsou svedena na ploché náběžní štítky zakončené konzolami ve tvaru komolého jehlanu s osekanými hranami. Je prosvětlen třemi okny s trojlístkovým obloukem dvakrát vedle sebe a nad ním je umístěna kružba s trojlalokem. Presbytář je od lodi oddělen neprofilovaným vítězným obloukem. Presbytář kostela byl od lodi oddělen také ikonostasem (dřevěná stěna s malovanými obrazy) vytvořeným podle vzoru novgorodské malířské školy ze 14. století. Křídlový oltář s reliéfem Klanění svatých Tří králů byl umístěn nejprve do presbytáře a později došlo k přesunutí k severní stěně lodi. Na křídlech oltáře jsou vyobrazeni Cyril a Metoděj, čímž je dáno najevo, že Velehrad je „moravským Betlémem“. V západní části lodi nad vstupem je umístěný dřevěný kůr, který je přístupný kovovým schodištěm umístěným v levé části kaple. V dřevěném zábradlí kůru se opakuje motiv užitý u oken v lodi a to vyřezávaný motiv řádové sestřičky. Plochý strop lodi tvoří dekorativní dřevěné trámy podepřené konzolami s vloženými zdobenými dřevěnými deskami.
V roce 1908 byla kaple zcela nově vymalována, podílel se na tom hradišťský malíř Ruda Kubíček. K vytvoření nového ikonostasu došlo až později a to v roce 1929. Jedná se o práci pražského malíře Vladimíra Novotného.
Cyrilka s ikonostasem je symbolem nasměrování Velehradu „tváří k Východu“.

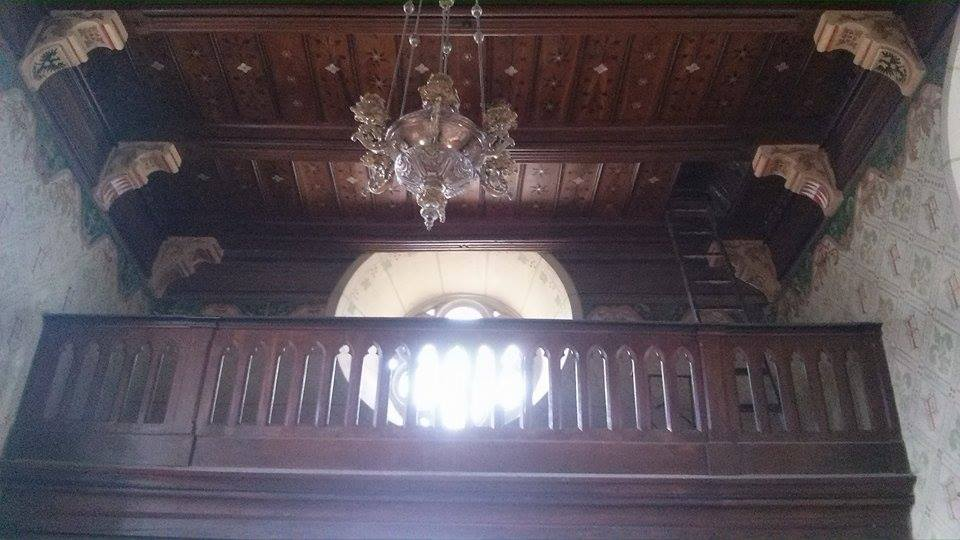
Dřevěný kůr nad portálem

## Úpravy
V roce 1907 proběhl první archeologický průzkum v souvislosti s výměnou dlažby (P. Hudec: 2009 – stavebně historický průzkum). Cyrilka neprošla od konce 30. let 20. století žádnou velkou rekonstrukcí, ale pomohlo jí pár drobných oprav např. nové vybetonování prostoru před vstupním portálem. Před tímto průčelím byla špatně vyspádovaná betonová plocha, což vedlo k problému (spolu se zvýšením úrovně okolního terénu) prosycení zdiva vlhkostí včetně zvýšené salinity.
Velká vlhkost zdiva se stala problémem při povrchových úpravách stěn v interiéru. Kaple má zcela v pořádku nosné prvky, ale problém s vlhkostí se vyskytuje i nadále v nosných stěnách. Konstrukce krovu je zcela nová. Jelikož krov je dřevěný, byl ošetřen nátěrem proti škůdcům. Problém s vlhkostí je nejvíce patrný v jihozápadním rohu, kde lze pozorovat rozpad omítky. Problémem je, že vlhkost vystupuje až do výše 1,5 metru.
Další rekonstrukce se budou muset vypořádat s celkovou sešlostí kaple a zejména s problémy s vlhkostí a obnovou fasádního pláště v podobě, který ji dala renovace v 19. století.
Poslední rekonstrukce zahrnovala i odvoz zvonu z roku 1759 do zvonařské restaurátorské dílny. Od roku 2016 je již zvon zpět na svém místě. 

## Galerie

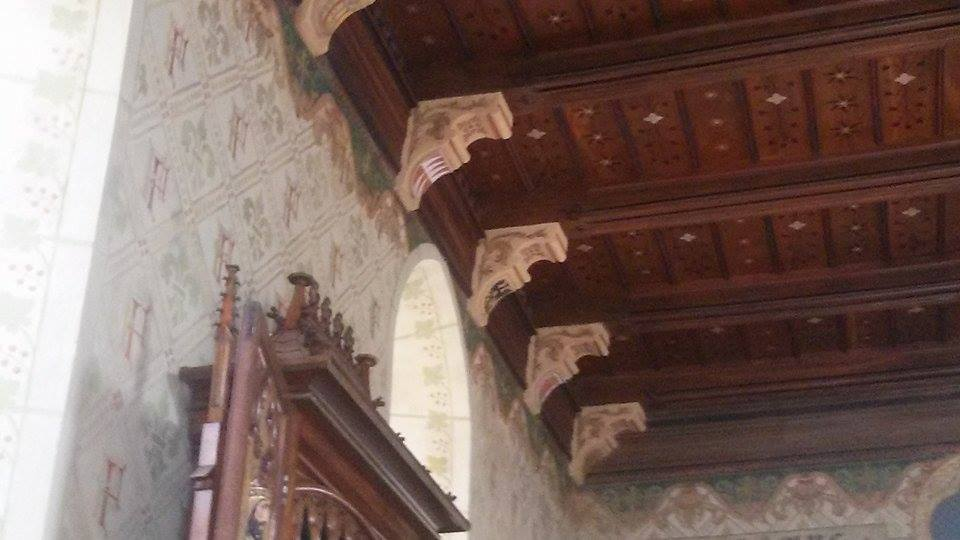
Konzoly podepírající stropní trámy
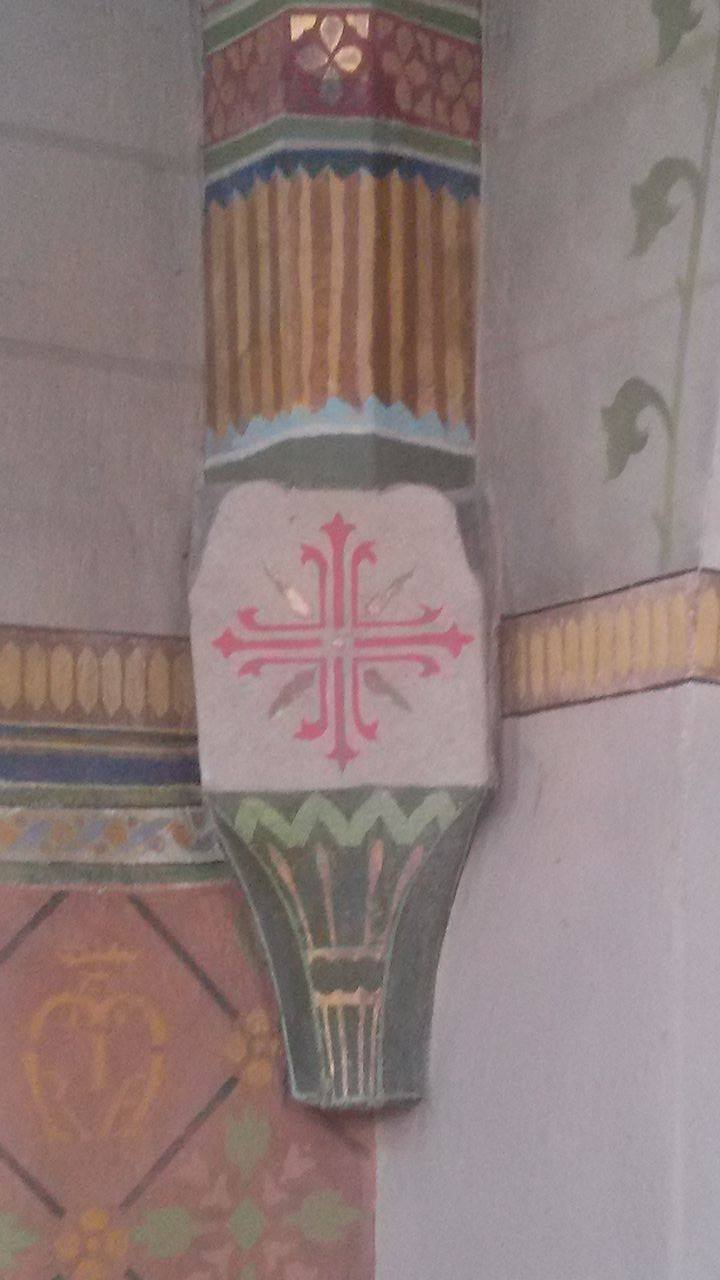
Zakončení žeber
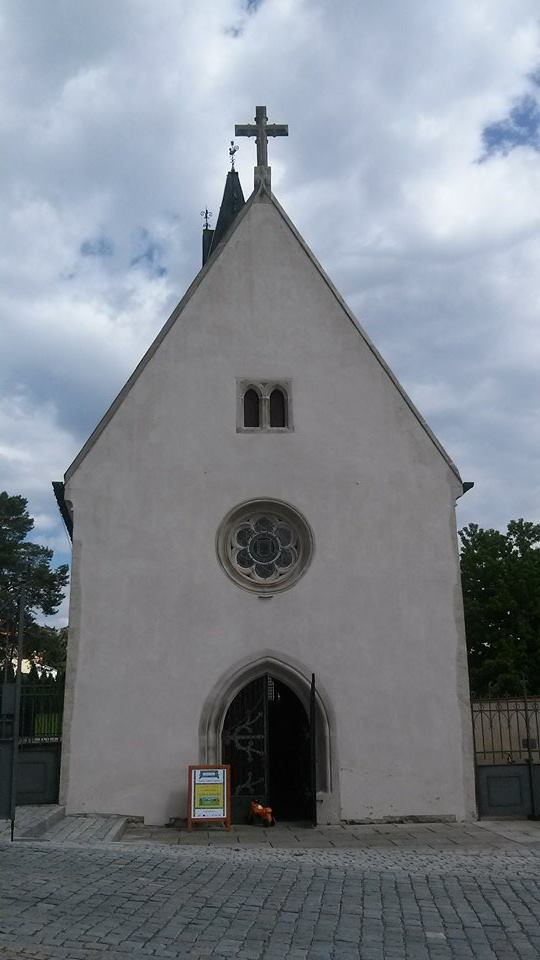
Přední fasáda kaple
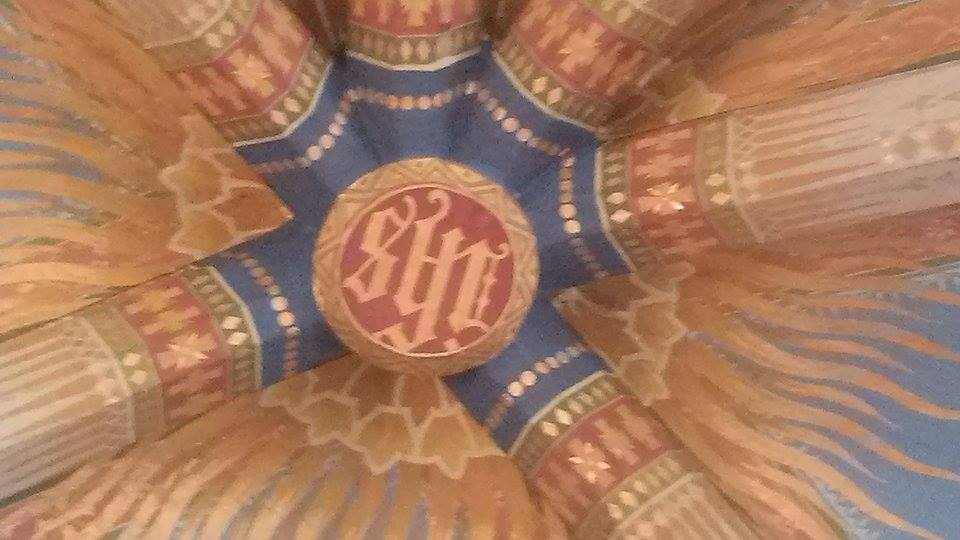
Svorník
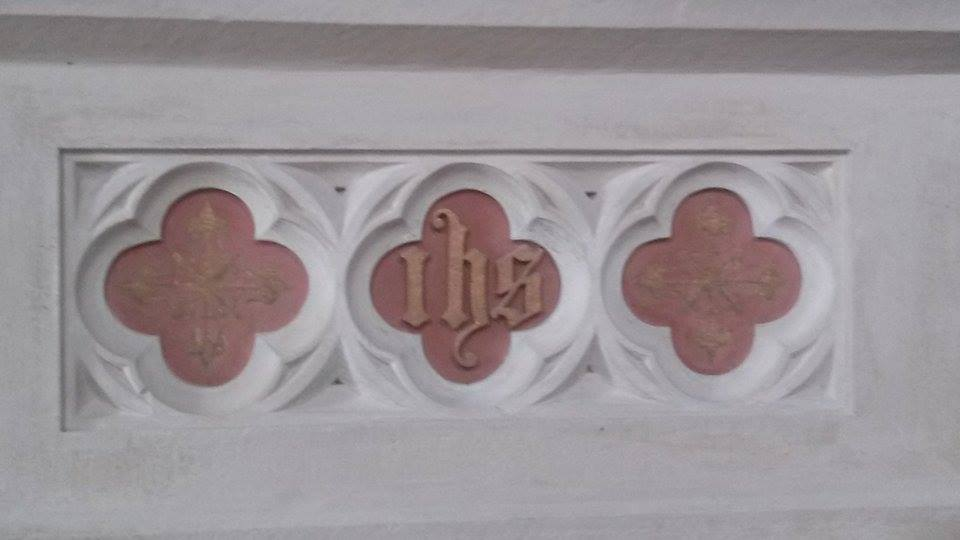
Detail gotického motivu použitého na oltáři